# Еміль Александреску (стадіон)
«Стадіонул Еміль Александреску» (рум. Stadionul Emil Alexandrescu) — багатофункціональний стадіон у місті Ясси, Румунія, домашня арена ФК «КСМС Ясси».
Стадіон побудований та відкритий у 1960 році потужністю 12 500 глядачів. Окрім футбольних матчів на арені проводилися матчі з регбі, баскетболу, змагання з легкої атлетики, велоперегонів, спідвею, верхової їзди, бойових мистецтв та різного роду культурні та політичні заходи. Максимальна потужність досягалася під час окремих заходів і становила 15 000 глядачів. У 2004 році здійснено реконструкцію стадіону, у ході якої встановлено окремі пластикові крісла на глядацьких місцях, в результаті чого потужність знижено до 11 500 глядачів. 2016 року оновлено системи освітлення, обігріву та дренажу поля, інформаційне табло.
Арені присвоєно ім'я видатного румунського інженера Еміля Александреску, який був мером Ясс та членом повітової ради Ясс.